# Seaexplorer
Die Fortinet - Best Western, vormals Seaexplorer, Gitana 16, Edmond de Rothschild und Malizia II, ist eine Hochseeyacht der Bootsklasse Open 60. Seit 2021 wird die IMOCA vom französischen Skipper Romain Attanasio genutzt.
Die schwedische Klimaaktivistin Greta Thunberg nutzte die Yacht im August 2019 für die Reise zum UN-Klimagipfel 2019 in New York.

## Konstruktion und Technik

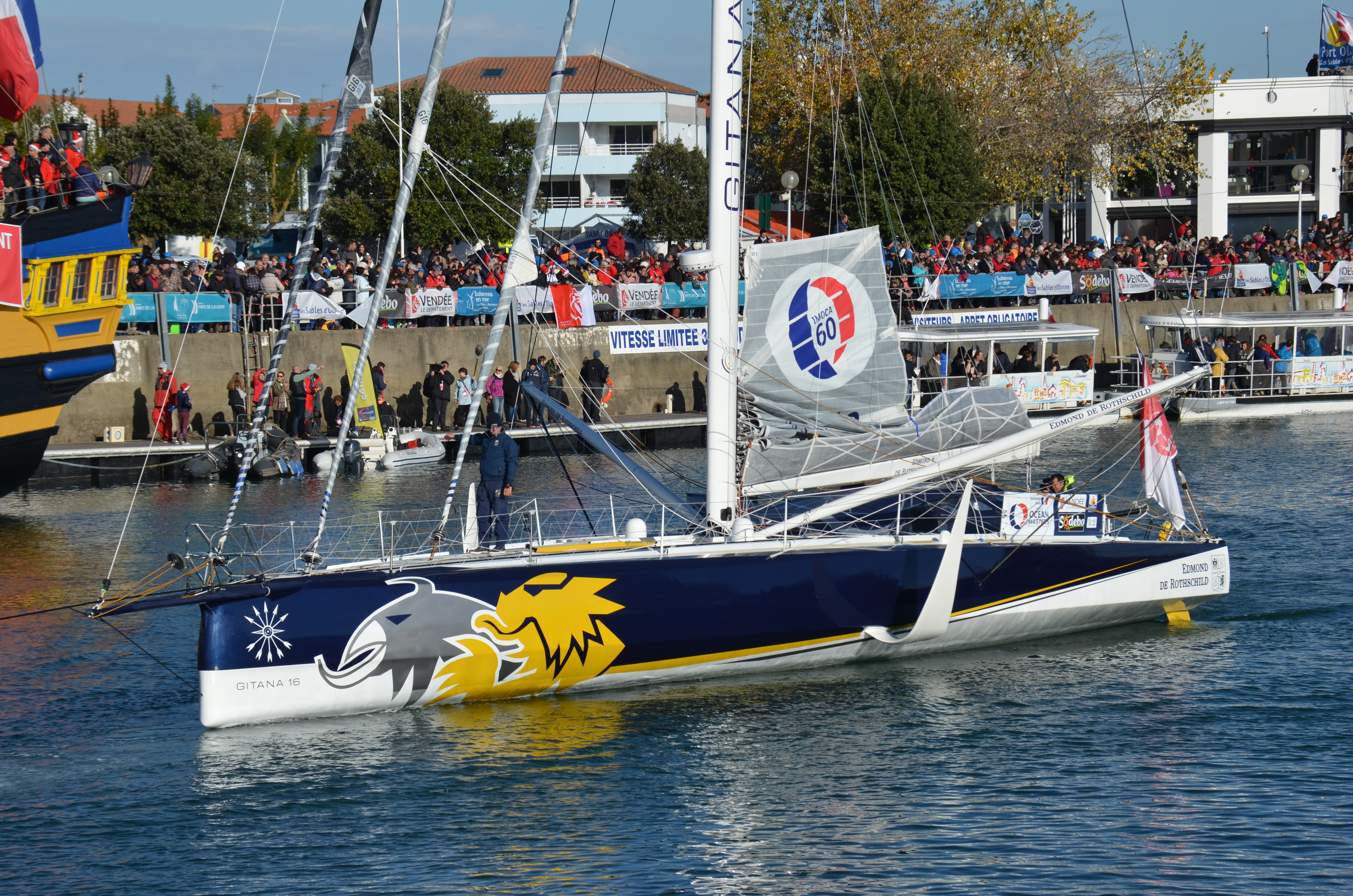
Gitana 16 im Hafen (2016)

Die Einrumpfyacht (engl. Monohull) wurde von VPLP design und Guillaume Verdier entworfen und in der Bootswerft MULTIPLAST S.A.S in Vannes gebaut. Der Stapellauf fand am 7. August 2015 statt. Sie gehört der Bootsklasse Open 60 an und verfügt über Kippkiel und Tragflügel, sogenannte Hydrofoils oder Foils. Die Yacht ist eine der ersten der Open 60 Klasse, welche unter Zuhilfenahme von Foils segelt. Die Flügel entwickeln eine nach oben gerichtete Kraft von fünfzig bis sechzig kN und können den gesamten Schiffsrumpf aus dem Wasser heben. Der Bootsrumpf wurde aus kohlenstofffaserverstärktem Kunststoff gefertigt. Die Spitzengeschwindigkeit von 22 Knoten kann bereits bei 25 Knoten Windgeschwindigkeit erreicht werden, damit ist das Boot eines der schnellsten Boote der Klasse. Der Mast hat klassenregelkonform eine Höhe von 29 Metern, die Länge des Bootes beträgt 18,28 Meter (60 Fuß).

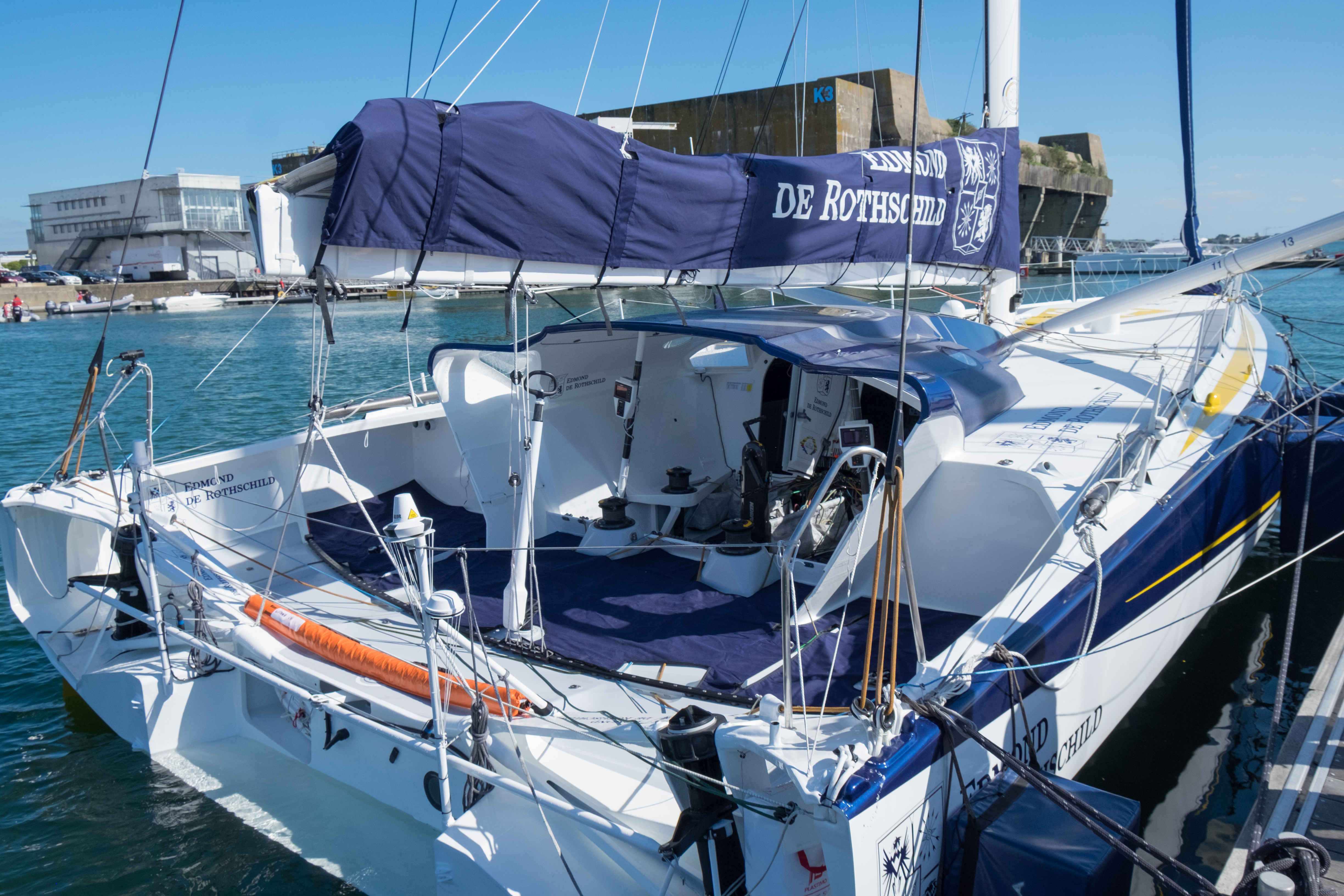
Cockpit der Gitana 16

Das Reglement für die Wettbewerbsklasse IMOCA verlangt, dass das Boot mit einem Motor ausgestattet ist, der das Boot über einen Zeitraum von 5 Stunden mit einer Geschwindigkeit von 5 Knoten in jede Richtung antreiben kann. Aktuell wird diese Anforderung durch einen 377 kg schweren Dieselmotor erfüllt, der auch zum Laden von Akkus für die Stromversorgung von Licht und Elektronik, Navigationssystem dient. Entsprechend dem Reglement darf der Motor während Regatten nicht als Antrieb verwendet werden. Das Team Malizia plant, das Boot mit einem Elektromotor auszustatten.
Die Yacht bietet als Regattayacht kaum Komfort an Bord. Es gibt lediglich zwei Rohrkojen, keine Toilette und keine Pantry. Segelt das Schiff schneller als 15 Knoten, wird der Lärm unter Deck ohrenbetäubend.
Auf Herrmanns Initiative hin wurde in die Yacht ein automatisches Labor verbaut, das permanent die Temperatur, den CO2-Gehalt, den pH-Wert und den Salzgehalt im Wasser misst und jede 20 Sekunden über Funk an eine Datenbank sendet, die von Wissenschaftlern des Max-Planck-Instituts für Meteorologie, des Helmholtz-Zentrums für Ozeanforschung Kiel und des französischen Meeresforschungsinstitut Ifremer ausgewertet werden. Das einst von Jacques Cousteau geleitete Ozeanographische Museum in Monaco unterstützt diese Aufgaben mit der Bereitstellung von Ressourcen.
Im Winter 2019/2020 wurde die Yacht generalüberholt und mit neuen Foils ausgerüstet.

### Energieversorgung
Um CO2-neutral segeln zu können, wird die Energieversorgung inzwischen durch eine speziell für das Boot entwickelte Photovoltaikanlage und durch Hydrogeneratoren (am Heck in den Fahrwasserstrom einschwenkbare kleine Turbinen) für Schlechtwetterphasen sichergestellt. Die Solarpaneele summiert 1,149 kWp, sind vom italienischen Hersteller Solbian in Dünnschichttechnik gefertigt und dank Kunststoffoberfläche biegsam. Der in Schiffsmitte verbaute Typ weist für bessere Begehbarkeit eine rutschfeste Linsenstruktur auf; die an beiden Seiten außerhalb der Reling an Deck geklebten Paneele sind hingegen strömungsgünstig glatt ausgeführt. Eine besondere Herausforderung war es, die Toleranz der Anlage auch durch geometrisches Design gegen die wechselnde Abschattung durch Mast und Segel zu heben. 33 Serien (strings) mit integrierten Bypassdioden liefern Leistung an 15 Step-Up-Regler mit Maximum Power Point Tracking (MPPT), die die verfügbare Spannung an die 48-Volt-Lithium-Ionen-Akkus anpassen. Mitkonstruiert wurde die Anlage durch das im Jahr 2014 gegründete Grazer Unternehmen Sailectron. Nach einem Monat Planungsphase erfolgte die Fertigung der Paneele und die Montage der Anlage in der Winterpause 2018/2019 an nur einachsig gewölbten Partien des Decks.

## Geschichte

### Edmond de Rothschild
Das Boot wurde auf den Namen Gitana 16 getauft, dann jedoch auch Edmond de Rothschild genannt. Erster Besitzer war das Team Gitana, gegründet 2000 vom französischen Bankier Benjamin de Rothschild. Die Gitana 16 wurde dem französischen Profisegler Sébastien Josse anvertraut, der damit zur Vendée Globe 2016–2017 antrat. Das Boot war damals am Hafen von Lorient stationiert. 40 Knoten Wind und acht Meter hohe Wellen verursachten während der Vendée Globe erhebliche Schäden an den Foils und zwangen Josse im Dezember 2016 zur Aufgabe. Zu diesem Zeitpunkt lag er an dritter Stelle.

### Thunbergs Reise nach Amerika
Greta Thunberg hatte für ihre Reise zum UN-Klimagipfel vor und während der Generalversammlung der Vereinten Nationen vom 23. bis 29. September 2019 in New York City eine möglichst klimaneutrale Möglichkeit gesucht, den Atlantik zu überqueren. Herrmann und Casiraghi boten ihr dafür die Rennyacht an. Für die Überfahrt von Plymouth nach New York wurden circa zwei Wochen veranschlagt. Ihr Vater Svante Thunberg und ein Filmemacher gingen mit an Bord. Am 14. August 2019 startete die Atlantiküberfahrt. Am 28. August 2019 traf die Klimaaktivistin in New York ein. Nach der Überfahrt nahm Thunberg neben der Generalversammlung auch an Klimademonstrationen in den USA und in Kanada teil.
Um Gewicht zu sparen, verzehrten die fünf Besatzungsmitglieder hauptsächlich Expeditions-Trockennahrung aus Tüten, die Zubereitung bedurfte lediglich heißen Wassers. An Bord befand sich ein Gaskocher, um Wasser zu erhitzen. Mittels einer Meerwasserentsalzungsanlage gewannen sie Trinkwasser. Für die Exkretion benutzten sie eine Pütz.

### Team Malizia & Vendée Globe 2020–2021
Zur Nutzung durch Boris Herrmann kaufte 2017 der Stuttgarter Immobilienunternehmer Gerhard Senft das Boot. Es wurde bis 2021 vom Team Malizia betrieben und fuhr unter deutscher Flagge. Skipper war Boris Herrmann.
Vom Herbst 2020 bis Anfang 2021 wurde die Yacht von Boris Herrmann für dessen Teilnahme an der Vendée Globe genutzt. Als Hauptsponsor fungierte das Unternehmen Kühne + Nagel. Der Sponsor ließ die Yacht umbenennen in Seaexplorer - Yacht Club de Monaco, in Anlehnung an eine beinahe gleichlautende digitale Plattform des Unternehmens. EFG International, MSC, CMA CGM und Hapag-Lloyd zierten als weitere Sponsoren von Boris Herrmann die Yachtsegel. Die Segelerfahrungen von Boris Herrmann sind bei Bau der Malizia-Seaexplorer eingeflossen.

### Fortinet - Best Western
2021 kaufte Romain Attanasio die Yacht, ebenfalls Teilnehmer an der Vendée Globe 2020–2021, um mit ihr die Vendée Globe 2024–2025 zu bestreiten. Er benannte sie in „Fortinet – Best Western“ um.